# Джон Міллс (плавець)
Джон Міллс (англ. John Mills, 28 березня 1953) — британський плавець.
Учасник Олімпійських Ігор 1972, 1976 років. Бронзовий медаліст Чемпіонату світу з водних видів спорту 1978 року.
Медаліст Ігор Співдружності 1970, 1978 років.